# Monograma real
El monograma real es el logotipo personal de un monarca, compuesto generalmente por su inicial o iniciales, su ordinal y una corona. También puede haber monogramas similares para otros miembros de la familia real, como su consorte o sus herederos. En el caso de un imperio, se denomina monograma imperial.

## Monograma real por país

### Bélgica
Dado que Bélgica apenas se constituyó como Estado soberano en 1830, sus monarcas han empleado monogramas desde el principio.
El monograma del rey actual, Felipe de Bélgica, es «FP», una combinación de las iniciales de su nombre en neerlandés (Filip) y francés (Philippe), las dos lenguas oficiales del país.

Monograma del rey Balduino de Bélgica
Monograma del rey Felipe de Bélgica

### España
En España, desde la restauración de la monarquía en 1975, el empleo público del monograma real suele limitarse al monarca reinante y a su consorte aunque con motivo de la boda de los príncipes de Asturias, en 2004 se diseñó uno conjunto con las iniciales de los contrayentes. Destaca su presencia en corazas, capotes y faldones del Escuadrón de Escolta Real, y en las encuadernaciones artísticas y ex-libris de los fondos de la Real Biblioteca de Madrid. También pueden observarse cifras reales en el entelado que cubre las paredes del Salón Naranja del Teatro Real de Madrid o de algunas estancias del Palacio Real de Madrid como el Cuarto de Carlos IV, restaurado durante el reinado de Juan Carlos I. 
A raíz de la abdicación de 2014, ha caído en desuso el monograma del rey Juan Carlos, aunque se ha mantenido vigente el de la reina Sofía en las publicaciones que se siguen almacenando en la Real Biblioteca. Los reyes Felipe y Letizia han conservado su monograma conjunto en algunas tarjetas navideñas, con la corona de los príncipes de Asturias reemplazada por la real.

Monograma del rey Felipe VI.
Monograma de la reina Letizia Ortiz.
Monograma conjunto de Felipe VI y Letizia.
Monograma del rey Juan Carlos I.
Monograma de la reina Sofía de Grecia.

### Francia
El uso público de las iniciales del soberano francés data al menos del siglo xvi. Sin embargo, presenta una variación considerable según cada monarca. Por ejemplo, Enrique II (Henri II) no se limitó a usar una simple letra «H» con la corona real de Francia, sino «HDB», por Henri de Bourbon, en referencia a su dinastía. Sin embargo, Luis XIV utilizó dos letras «L»: una del derecho y otra del revés.
En las fachadas del museo del Louvre, el palacio histórico de los reyes de Francia, se encuentran sus monogramas.

Monograma del rey Luis XIV.
Monograma de la reina María Teresa de Austria, consorte del rey Luis XIV.
Monograma de Luis XVIII.
Monograma del rey Luis Felipe I.
Monograma de la reina María Amelia de Borbón-Dos Sicilias, consorte de Luis Felipe I.
Monograma del emperador Napoleón III Bonaparte, con la corona imperial de Napoleón.
Monograma de la emperatriz Eugenia de Montijo, consorte de Napoleón III.

### Reino Unido
En el Reino Unido el monograma real (en inglés: Royal Cypher) es el símbolo más personal del soberano de aquel país. Está impreso en documentos reales y en los documentos de estado y es utilizado por los departamentos gubernamentales.
El uso público de las iniciales reales fecha como mínimo del comienzo de la Casa Tudor. Al principio se hizo simplemente con las iniciales del soberano, tras el reinado de Enrique VIII de Inglaterra, la adición de la letra "R" por Rex o Regina (palabras en latín para rey y reina). La letra I de Imperatrix fue agregada al monograma de la reina Victoria después de ser proclamada emperatriz de la India en 1877.

#### Descripción
Las iniciales, que no tienen ni forma ni tipo especial, iban acompañadas generalmente por las armas reales o por la corona, como en las mansiones y palacios del rey. Por ejemplo, tenemos que ver el monograma de Enrique VIII en la puerta del Palacio de Saint James. 
El propósito del monograma parece ser la simple identificación del soberano. Pero, dado que un soberano a menudo utiliza las armas de su predecesor, un individuo soberano no siempre puede ser identificado solo por sus armas. Las iniciales se han utilizado principalmente en los documentos oficiales, sellos y otros artículos similares. A veces iban coronadas por una versión estilizada de las  corona de San Eduardo o, más recientemente, la Corona Imperial. En Escocia, aparece la corona de Escocia en el lugar de la corona imperial. Dos usos notables del monograma hoy son sobre los buzones de correos en el Reino Unido y sobre los emblemas de la Policía Metropolitana de Londres y algunos otros cuerpos de policía ingleses, con los iniciales en el centro, y la corona sobre el punto en lo alto, de sus «estrellas».
El monograma de la reina era «E II R», que representa a Isabel II y Regina, que significa ‘reina’, mientras que 
«C III R» será el usado por el rey Carlos III.
Los monogramas de otros miembros de la Familia Real están diseñados por el Colegio de Armas o de la Corte de Lord Lyon y luego deben ser aprobados por el rey.

Monograma de Isabel II, decorado con la Corona de San Eduardo.
Monograma de Eduardo VIII. Como todos los otros monogramas antes de Isabel II, utiliza la corona heráldica de los Tudor por encima de la cifra propiamente dicha.
Monograma de la Reina Victoria.
Monograma de Carlos III con la corona de Escocia.
Monograma de Carlos III con la corona de Tudor.